# Kassim Bizimana
Kassim Bizimana (Bujumbura, 29 dicembre 1985) è un ex calciatore burundese con cittadinanza olandese, di ruolo attaccante.